# Bach concertos
Bach concertos is een muziekalbum van Janine Jansen en begeleidende musici. De albums van Janine Jansen zijn bijna de enige vertegenwoordigers van de klassieke muziek in de Album top 100. Ook dit album met vioolconcerten van Johann Sebastian Bach haalde die lijst, ook al zijn er honderden uitvoeringen van deze werken op de markt. Ze werd op het album begeleid door onder meer broer Maarten Jansen (cello) en vader Jan Jansen (klavecimbel). 

## Tracklist
| Nr. | Titel | Duur |
| --- | --- | ---- |
| 1.  | Allegro - Johann Sebastian Bach - Violin concerto no.2 in E (BWV 1042)                                   |      |
| 2.  | Adagio - Johann Sebastian Bach - Violin concerto no.2 in E (BWV 1042)                                    |      |
| 3.  | Allegro assai - Johann Sebastian Bach - Violin concerto no.2 in E (BWV 1042)                             |      |
| 4.  | Allegro moderato - Johann Sebastian Bach - Violin concerto no.1 in a minor (BWV 1041)                    |      |
| 5.  | Andante - Johann Sebastian Bach - Violin concerto no.1 in a minor (BWV 1041)                             |      |
| 6.  | Allegro assai - Johann Sebastian Bach - Violin concerto no.1 in a minor (BWV 1041)                       |      |
| 7.  | Allegro - Johann Sebastian Bach - Concerto in C minor for violin and oboe (BWV 1060)                     |      |
| 8.  | Adagio - Johann Sebastian Bach - Concerto in C minor for violin and oboe (BWV 1060)                      |      |
| 9.  | Allegro - Johann Sebastian Bach - Concerto in C minor for Violin and oboe (BWV 1060)                     |      |
| 10. | Adagio - Johann Sebastian Bach - Sonata for violin and harpsichord no.3 in E (BWV 1016)                  |      |
| 11. | Allegro - Johann Sebastian Bach - Sonata for violin and harpsichord no.3 in E (BWV 1016)                 |      |
| 12. | Adagio ma non tanto - Johann Sebastian Bach - Sonata for violin and harpsichord no.3 in E (BWV 1016)     |      |
| 13. | Allegro - Johann Sebastian Bach - Sonata for violin and harpsichord no.3 in E (BWV 1016)                 |      |
| 14. | Siciliano (Largo) - Johann Sebastian Bach - Sonata for violin and harpsichord no.4 in C minor (BWV 1017) |      |
| 15. | Allegro - Johann Sebastian Bach - Sonata for violin and harpsichord no.4 in C minor (BWV 1017)           |      |
| 16. | Adagio - Johann Sebastian Bach - Sonata for violin and harpsichord no.4 in C minor (BWV 1017)            |      |
| 17. | Allegro - Johann Sebastian Bach - Sonata for violin and harpsichord no.4 in C minor (BWV 1017)           |      |

## Hitnoteringen

### NederlandseAlbum Top 100
| Hitnotering: 19-10-2013 t/m | Hitnotering: 19-10-2013 t/m | Hitnotering: 19-10-2013 t/m | Hitnotering: 19-10-2013 t/m | Hitnotering: 19-10-2013 t/m | Hitnotering: 19-10-2013 t/m | Hitnotering: 19-10-2013 t/m | Hitnotering: 19-10-2013 t/m | Hitnotering: 19-10-2013 t/m | Hitnotering: 19-10-2013 t/m | Hitnotering: 19-10-2013 t/m | Hitnotering: 19-10-2013 t/m | Hitnotering: 19-10-2013 t/m | Hitnotering: 19-10-2013 t/m | Hitnotering: 19-10-2013 t/m | Hitnotering: 19-10-2013 t/m | Hitnotering: 19-10-2013 t/m | Hitnotering: 19-10-2013 t/m | Hitnotering: 19-10-2013 t/m | Hitnotering: 19-10-2013 t/m | Hitnotering: 19-10-2013 t/m |
| Week:                       | 1                           | 2                           | 3                           | 4                           | 5                           | 6                           | 7                           | 8                           | 9                           | 10                          | 11                          | 12                          | 13                          | 14                          | 15                          | 16                          | 17                          | 18                          | 19                          | 20                          |
| --------------------------- | --------------------------- | --------------------------- | --------------------------- | --------------------------- | --------------------------- | --------------------------- | --------------------------- | --------------------------- | --------------------------- | --------------------------- | --------------------------- | --------------------------- | --------------------------- | --------------------------- | --------------------------- | --------------------------- | --------------------------- | --------------------------- | --------------------------- | --------------------------- |
| Positie:                    | 5                           | 8                           | 23                          | 22                          | 32                          | 42                          |                             |                             |                             |                             |                             |                             |                             |                             |                             |                             |                             |                             |                             |                             |

### VlaamseUltratop 200
| Hitnotering: 26-10-2013 t/m 09-11-2013 Hitnotering: 23-11-2013 t/m | Hitnotering: 26-10-2013 t/m 09-11-2013 Hitnotering: 23-11-2013 t/m | Hitnotering: 26-10-2013 t/m 09-11-2013 Hitnotering: 23-11-2013 t/m | Hitnotering: 26-10-2013 t/m 09-11-2013 Hitnotering: 23-11-2013 t/m | Hitnotering: 26-10-2013 t/m 09-11-2013 Hitnotering: 23-11-2013 t/m | Hitnotering: 26-10-2013 t/m 09-11-2013 Hitnotering: 23-11-2013 t/m | Hitnotering: 26-10-2013 t/m 09-11-2013 Hitnotering: 23-11-2013 t/m | Hitnotering: 26-10-2013 t/m 09-11-2013 Hitnotering: 23-11-2013 t/m | Hitnotering: 26-10-2013 t/m 09-11-2013 Hitnotering: 23-11-2013 t/m | Hitnotering: 26-10-2013 t/m 09-11-2013 Hitnotering: 23-11-2013 t/m | Hitnotering: 26-10-2013 t/m 09-11-2013 Hitnotering: 23-11-2013 t/m | Hitnotering: 26-10-2013 t/m 09-11-2013 Hitnotering: 23-11-2013 t/m | Hitnotering: 26-10-2013 t/m 09-11-2013 Hitnotering: 23-11-2013 t/m | Hitnotering: 26-10-2013 t/m 09-11-2013 Hitnotering: 23-11-2013 t/m | Hitnotering: 26-10-2013 t/m 09-11-2013 Hitnotering: 23-11-2013 t/m | Hitnotering: 26-10-2013 t/m 09-11-2013 Hitnotering: 23-11-2013 t/m | Hitnotering: 26-10-2013 t/m 09-11-2013 Hitnotering: 23-11-2013 t/m | Hitnotering: 26-10-2013 t/m 09-11-2013 Hitnotering: 23-11-2013 t/m | Hitnotering: 26-10-2013 t/m 09-11-2013 Hitnotering: 23-11-2013 t/m | Hitnotering: 26-10-2013 t/m 09-11-2013 Hitnotering: 23-11-2013 t/m | Hitnotering: 26-10-2013 t/m 09-11-2013 Hitnotering: 23-11-2013 t/m |
| Week:                                                              | 1                                                                  | 2                                                                  | 3                                                                  |                                                                    | 4                                                                  | 5                                                                  | 6                                                                  | 7                                                                  | 8                                                                  | 9                                                                  | 10                                                                 | 11                                                                 | 12                                                                 | 13                                                                 | 14                                                                 | 15                                                                 | 16                                                                 | 17                                                                 | 18                                                                 | 19                                                                 |
| ------------------------------------------------------------------ | ------------------------------------------------------------------ | ------------------------------------------------------------------ | ------------------------------------------------------------------ | ------------------------------------------------------------------ | ------------------------------------------------------------------ | ------------------------------------------------------------------ | ------------------------------------------------------------------ | ------------------------------------------------------------------ | ------------------------------------------------------------------ | ------------------------------------------------------------------ | ------------------------------------------------------------------ | ------------------------------------------------------------------ | ------------------------------------------------------------------ | ------------------------------------------------------------------ | ------------------------------------------------------------------ | ------------------------------------------------------------------ | ------------------------------------------------------------------ | ------------------------------------------------------------------ | ------------------------------------------------------------------ | ------------------------------------------------------------------ |
| Positie:                                                           | 125                                                                | 173                                                                | 107                                                                | uit                                                                | 188                                                                |                                                                    |                                                                    |                                                                    |                                                                    |                                                                    |                                                                    |                                                                    |                                                                    |                                                                    |                                                                    |                                                                    |                                                                    |                                                                    |                                                                    |                                                                    |